# Therese zu Hohenlohe-Waldenburg
Therese zu Hohenlohe-Waldenburg-Schillingsfürst (* 9. Juni 1869; † 21. Dezember 1927 in Tübingen) war Pionierin der Landfrauenbewegung in Süddeutschland und erste Vorsitzende des Landesverbands landwirtschaftlicher Hausfrauen-Vereine in Württemberg.

## Herkunft
Ihre Eltern waren Alfred zu Erbach-Fürstenau (1813–1874) und dessen Ehefrau Prinzessin Louise von Hohenlohe-Ingelfingen (1835–1913).

## Leben
Sie heiratete am 26. November 1889 in Fürstenau Friedrich Karl zu Hohenlohe-Waldenburg-Schillingsfürst (1846–1924). 1908 wurde der Sohn Friedrich Karl III. geboren.
Therese Fürstin zu Hohenlohe-Waldenburg-Schillingsfürst setzte sich für die Gründung einer Schule für Bauerntöchter ein. Sie kannte Landfrauenschulen aus anderen Gegenden Deutschlands. Bereits 1916 hatte sie den ersten Landfrauenverein Württembergs in Öhringen gegründet. 1922 eröffnete im Rahmen einer Feier die Hohenlohe’sche landwirtschaftliche Frauenschule Kupferzell im Schloss Kupferzell. Bauerntöchter wurden fortan auf ihre vielfältigen Aufgaben im ländlichen Schaffensbereich vorbereitet. Am 1. Mai des Jahres startete dann der erste Kurs. Die erste Schlussprüfung beging die Hohenlohe’sche Frauenschule am 22. September 1922. Damit war gleichzeitig die offizielle Einweihung verbunden. Anwesend bei diesem feierlichen Akt war auch Therese zu Hohenlohe. Dank ihres Entgegenkommens war es der Landwirtschaftskammer möglich, das Schloss Kupferzell zu erwerben. Der Ausdruck des aufrichtigen Dankes an das Fürstenhaus zeigte sich darin, dass die Einrichtung Hohenlohe’sche Frauenschule hieß.